# Charles Robert Jenkins
Charles Robert Jenkins (18. února 1940, Rich Square, Severní Karolína – 11. prosince 2017 Sado, Japonsko) byl americký voják, od roku 1965 do roku 2004 žijící na území Severní Koreje poté, co dezertoval a překročil korejské demilitarizované pásmo.

## Vojenská služba a dezerce
Narodil se v Rich Square v Severní Karolíně. Do Národní gardy Spojených států amerických se připojil v roce 1955, ve svých 15 letech (což bylo méně než minimální povolený věk). Do armády vstoupil v roce 1958, kde byl přidělen 1. jezdecké divizi.
V roce 1965 překročil hranice Severní Koreje a vzdal se jejím ozbrojeným složkám. Doufal, že bude poslán do Sovětského svazu a později se prostřednictvím programu na výměnu vězňů vrátí opět do Spojených států amerických. Krátce poté Severní Korea deklarovala, že americký seržant přeběhl. Jeho příbuzní žili v domnění, že byl unesen.

## Život na území Severní Koreje
Po mnoho let nebylo na území Severní Koreje nic známo. On sám uvedl, že téměř okamžitě po dezerci svého činu litoval. Po sedm let až do roku 1972, žil spolu s dalšími třemi americkými vojáky, Larry Abshierem, Jerry Parrishem a Jamesem Dresnokem v jednopokojovém domě bez tekoucí vody, kde měli studovat ideologii čučche. Byli nuceni pamatovat si dlouhé pasáže Kimových korejských děl a jejich stráž je často bila. Kromě toho uvedl, že v roce 1966 se mu podařilo kontaktovat sovětskou ambasádu v Pchjongjangu a požádat tam o azyl. Jeho žádost byla zamítnuta. Následně byl umístěn do zvláštního domu a začal učit angličtinu na Univerzitě zahraničních studií v Pchjongjangu. V roce 1980, ve svých 40 letech, byl představen jedenadvacetileté japonské ošetřovatelce Hitomi Sogě, která byla v roce 1978 unesena z Japonska severokorejskými agenty, kteří pátrali po Japoncích, kteří mohou učit budoucí korejské agenty japonský jazyk a kulturu. Soga byla „darována“ Jenkinsovi. Vzali se třicet osm dní po schůzi a měli spolu dvě dcery, Robertu Mika Jenkins (narozená 1983) a Brinda Carol Jenkins (narozená 1985). V roce 1982 se objevil v propagandistickém filmu Unsung Heroes, což bylo pro okolní svět první důkazem, že je stále naživu. Vláda Spojených států amerických tuto informaci tajila až do roku 1996.

## Potvrzení a návrat
V roce 2002 na sebe znovu upozornil, čímž získal mezinárodní pozornost. Bylo to v době, kdy severokorejský vůdce Kim Čong-il potvrdil, že Severní Korea unesla japonské občany a povolil přeživším uneseným vycestovat zpět do Japonska. Návštěva měla trvat jeden týden, ale japonská vláda domluvila možnost zůstat v Japonsku natrvalo pro unesené i jejich rodinu. Mnoho rodin vycestovalo, ale Jenkins s dcerami zůstal v Severní Koreji z obavy, že vláda testuje jejich loajalitu. Po ujištění ze strany japonské vlády i on společně se svými dcerami odcestoval do Japonska, kam dorazil v červenci 2004. Japonsko formálně požádalo vládu Spojených států amerických o milost, kterou Spojené státy americké zamítly. Jenkins se nakonec sám vydal americké justici na základně Camp Zama v Japonsku.
Třetího listopadu byl uznán vinným z dezerce a pomoci nepříteli. Další obvinění byla zrušena. Byl odsouzen k třicetidennímu vězení, propuštěn z armády, degradován na nejnižší hodnost, zbaven renty a dalších benefitů. Z vězení byl propuštěn o šest dní dříve, 27. listopadu 2004, kvůli dobrému chování. Žil ve městě Sado, což byl domov jeho ženy. Dne 14. června 2005 se s rodinou rozhodl vycestovat do Spojených států amerických navštívit svou 91letou matku v Severní Karolíně. Po měsíci se vrátili do Japonska, kde si našel práci v obchodě.
Kromě něho do Severní Koreje dezertovali ještě další američtí vojáci: James Joseph Dresnok, Larry Allen Abshier a Jerry Wayne Parrish. První dva jmenovaní dezertovali v roce 1962, poslední v roce 1963. Všichni žili v Severní Koreji až do konce svého života, Abshier a Parrish zemřeli dle severokorejských záznamů přirozenou smrtí.
Měsíc po podání žádosti, dne 15. července 2008 obdržel status trvalého obyvatele Japonska. Rozhodl se zbytek života strávit v Japonsku, také chtěl získat japonské občanství. Zemřel v roce 2017 ve věku 77 let.
Ve spolupráci s redaktorem časopisu Time Jimem Frederickem sepsal v r. 2008 svůj příběh, který byl vzápětí přeložen i do češtiny.